# Figueirópolis
Figueirópolis est une municipalité brésilienne située dans l'État du Tocantins.